# Алея липи дрібнолистої
Але́я ли́пи дрібноли́стої — ботанічна пам'ятка природи місцевого значення в Україні. Об'єкт розташований на території Шполянського району Черкаської області, в селі Кримки (шлях на місто Кропивницький через Новомиргород). 
Площа — 1 га. Статус отриманий згідно з рішенням ОВК від 27.06.1972 року № 367. Перебуває у віданні Кримківської сільської ради.

## Галерея

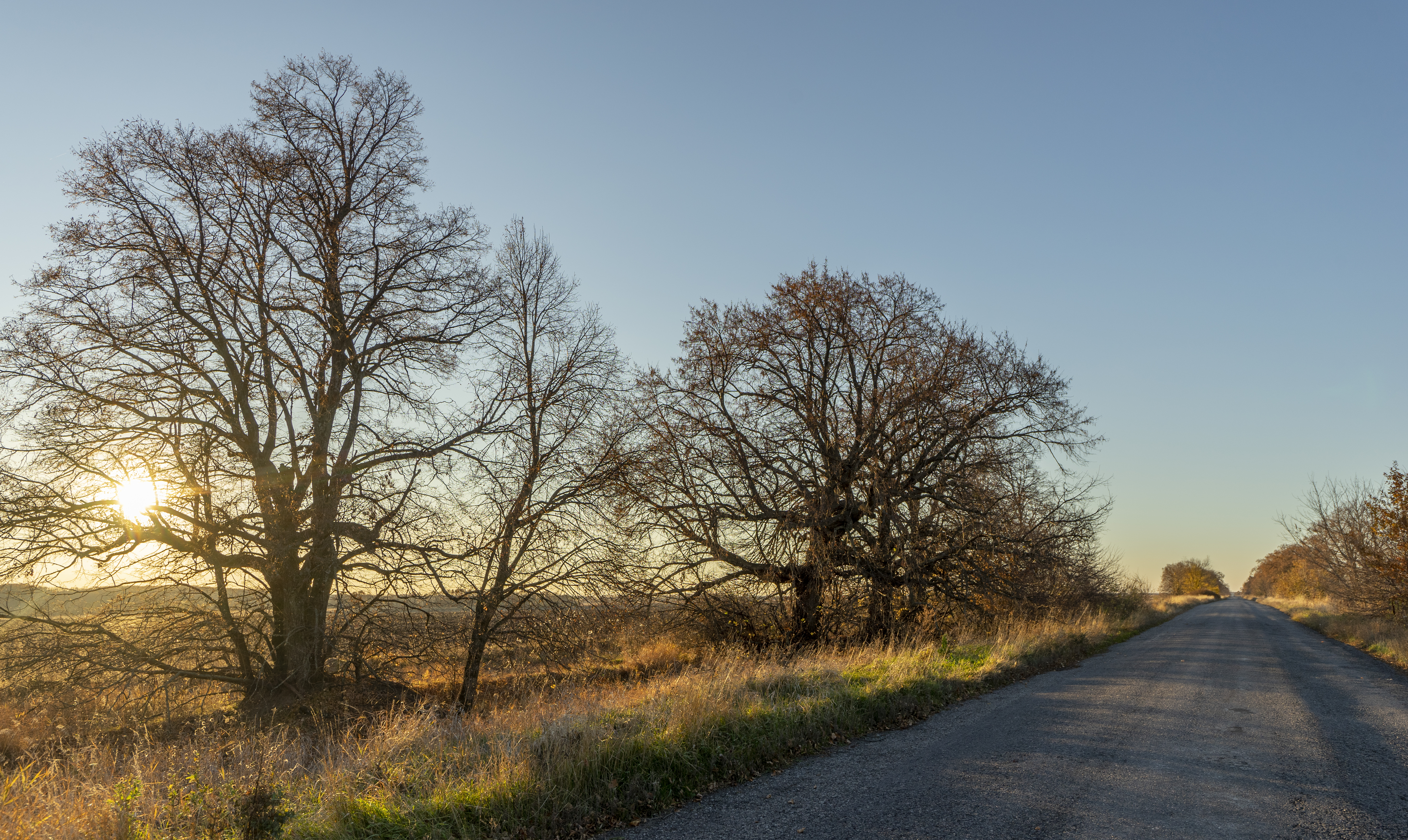
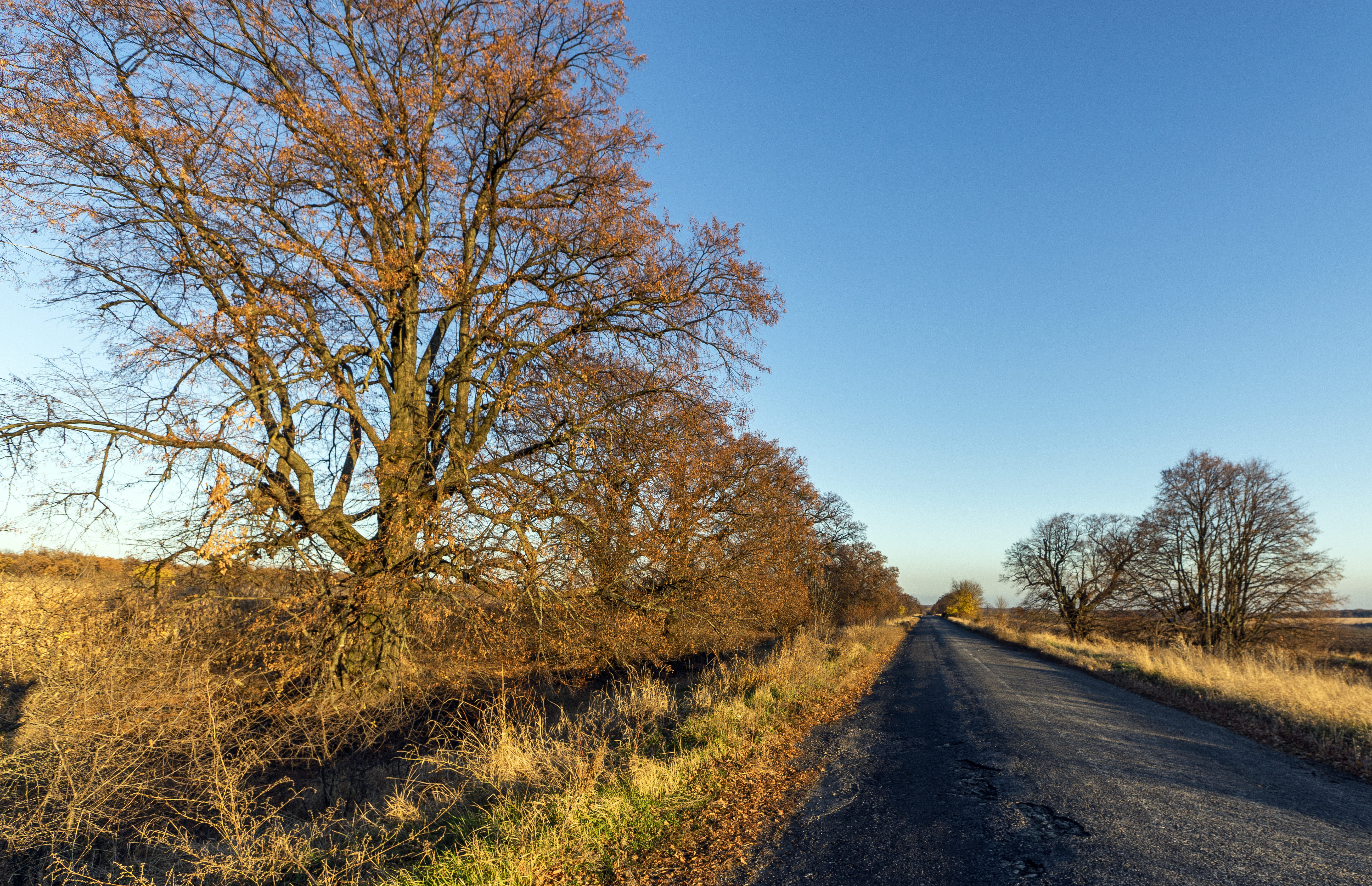
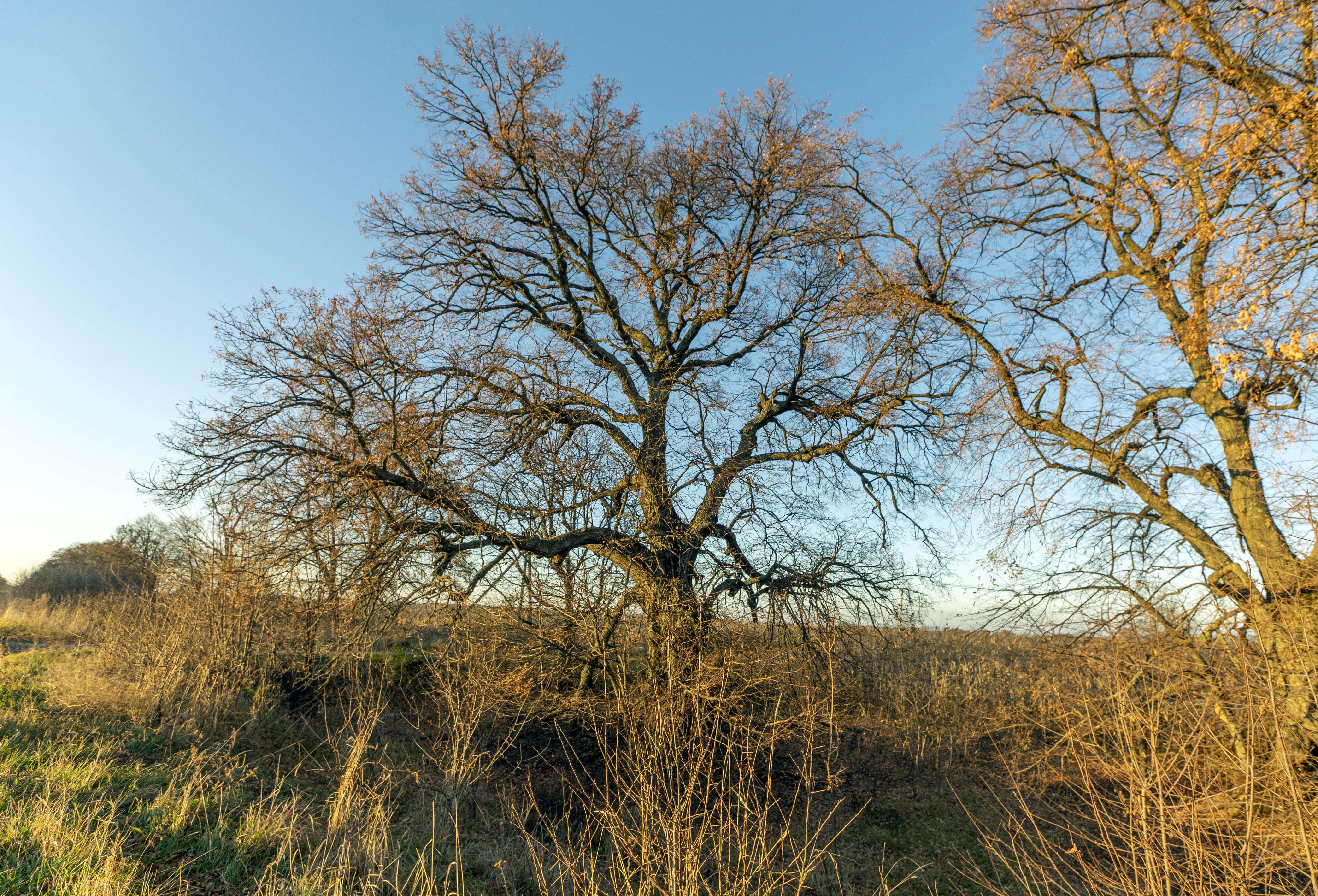
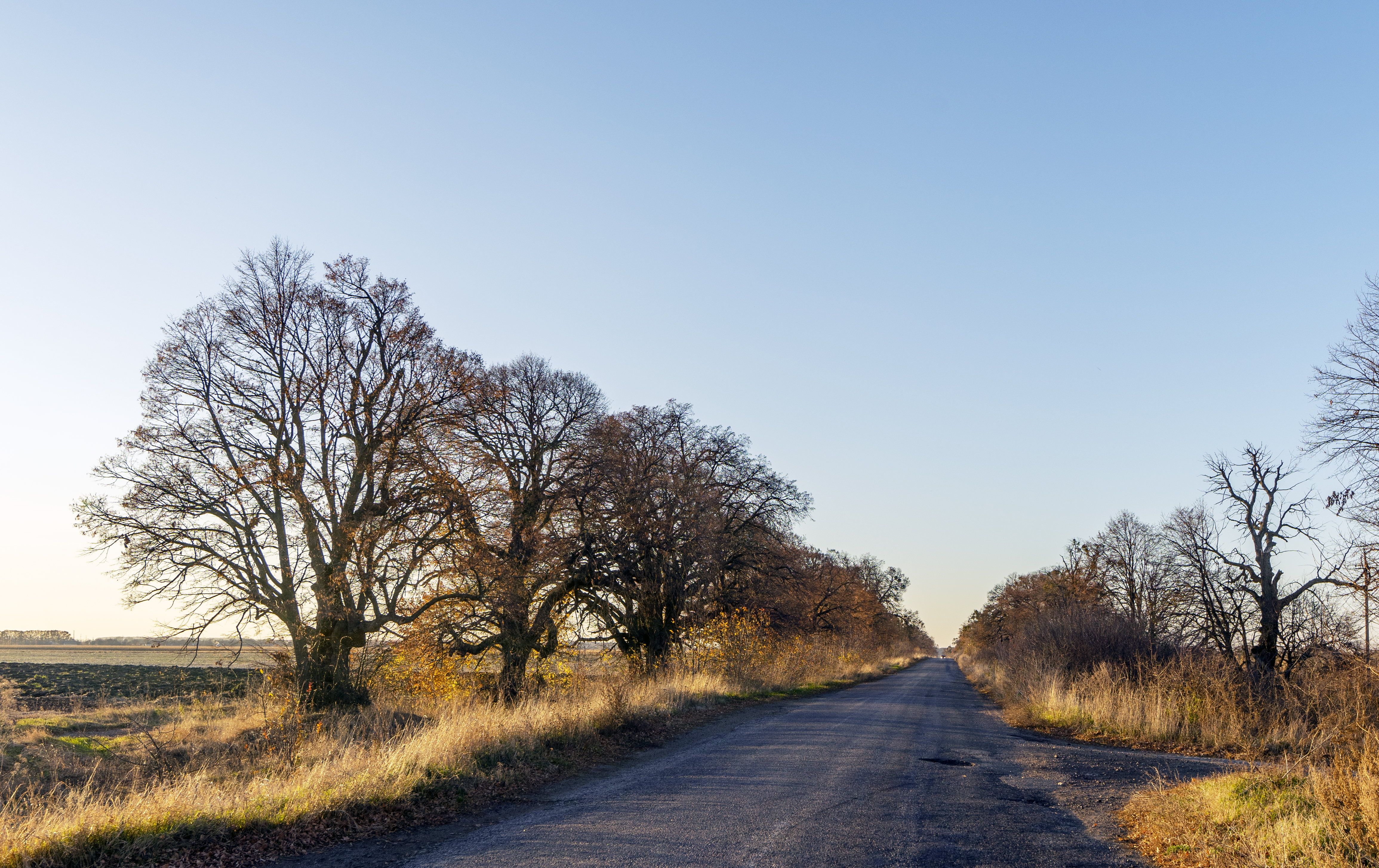